# The Lord of the Rings: The Two Towers (computerspel)
The Lord of the Rings: The Two Towers is een computerspel gebaseerd op In de Ban van de Ring van J.R.R. Tolkien en de gelijknamige film. Het spel is  ontwikkeld door Stormfront Studios en uitgegeven in Europa op 8 november 2002 voor op de PlayStation 2 en Game Boy Advance. Op 14 maart 2003 kwam het spel ook uit voor op de GameCube en Xbox. De GameCube-versie is ontwikkeld door Hypnos Entertainment.
Veel van de stemmen zijn ingesproken door de acteurs uit de films, waaronder Viggo Mortensen, John Rhys-Davies, Orlando Bloom, Elijah Wood en Ian McKellen.

## Gameplay
Tijdens het spel kan de speler Aragorn, Gimli en Legolas besturen. Tevens wordt tijdens de eerste missie Isildur bestuurd.
Vijanden bestaan uit Aardmannen, Orks, Uruk-hai, Trollen en Wargs. De meeste missies hebben aan het einde een sterkere vijand, die als baas fungeert.
Tijdens het spel komen een aantal andere personages voor uit de boeken en films, waaronder Gandalf, Frodo, Boromir, Elrond en Haldir. Deze personen komen alleen voor in cutscenes of wanneer ze aan de zijde van de speler vechten.

## Verhaal
Het spel begint met de slag om Barad-dûr. De speler bestuurt Isildur. Sauron wordt verslagen en Isildur pakt de Ene Ring af. De volgende aantal levels beslaan gebeurtenissen uit The Lord of the Rings: The Fellowship of the Ring, ook deelt dit spel de titel met deel 2 in plaats van deel 1. Na Weertop, Moria en Amon Hen beginnen de gebeurtenissen uit deel 2. Het spel eindigt met de slag om Helmsdiepte.
Het spel bevat tevens een bonuslevel, bij de toren Orthanc, waarin de speler zich door de eenheden van Saruman heen moet vechten om 20 verdiepingen omhoog de toren in te gaan. Wanneer Saruman geconfronteerd wordt, teleporteert hij weg.
The Fellowship of the Ring · The Two Towers · The Return of the King · The Third Age · War of the Ring · The Battle for Middle-earth · The Battle for Middle-earth II ·  The Battle for Middle-earth II: The Rise of the Witch-king · The Lord of the Rings Online · Conquest · Aragorn's Quest · War in the North · Guardians of Middle-earth · LEGO The Lord of the Rings · LEGO The Hobbit